# Highlands Park Football Club
O Highlands Park Football Club é um clube de futebol sul-africano com sede em Johannesburg. A equipe compete no Campeonato Sul-Africano de Futebol (PSL).

## História
O clube foi fundado em novembro de 1959.

## Títulos
| NACIONAIS | NACIONAIS             | NACIONAIS | NACIONAIS                                             |
|           | Competição            | Títulos   | Temporadas                                            |
| --------- | --------------------- | --------- | ----------------------------------------------------- |
|           | Premier Soccer League | 9         | 1960, 1962, 1964, 1965, 1966, 1968, 1975, 1977, 1980. |